# Mucca in scatola

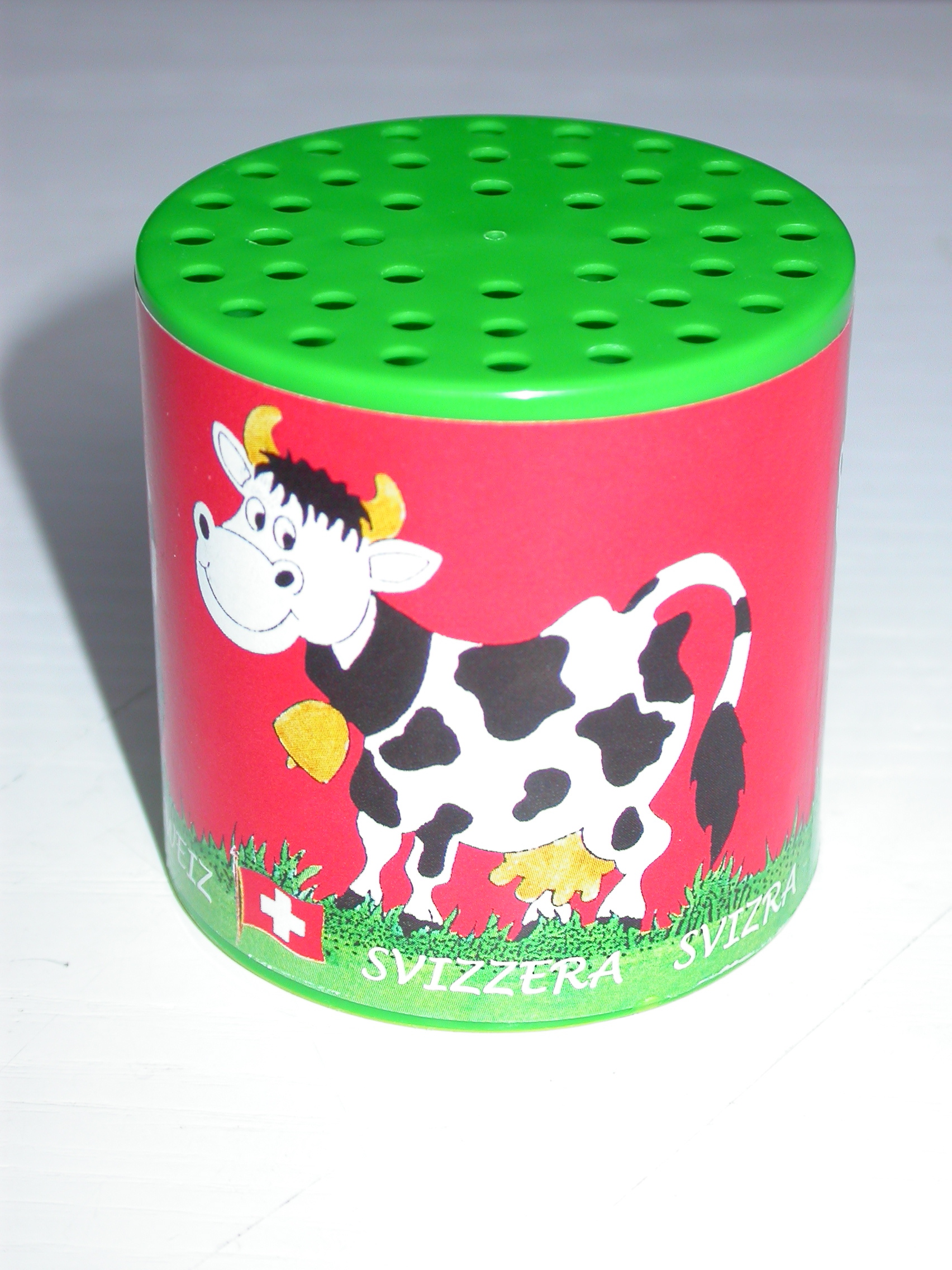
Una mucca in scatola souvenir della Svizzera e di seguito il tipico suono dell'oggettino

La mucca in scatola è un giocattolo meccanico minimamente interattivo, consistente in un cilindro (barattolo) bucherellato e dotato di un automatismo che, rovesciando per poi riposizionare l'oggetto, produce l'effetto sonoro di un muggito bovino. Tale meccanismo rende il giocattolo blandamente affine agli automi musicali, mentre il modo della sua attivazione e il suo carattere di gadget o souvenir lo assimilano piuttosto al globo di neve.

## Meccanismo
Il funzionamento del dispositivo è assicurato da un blocco metallico collegato a un mantice e contenente un'ancia libera. Allorché l'oggetto è rovesciato, la forza di gravità determina la caduta del blocco, la distensione del mantice e l'accumulo d'aria. Al riposizionamento della scatola, il processo inverso comprime il mantice: l'aria attraversa così un condotto di lunghezza variabile (secondo l'altezza del suono desiderata) e pone in vibrazione l'ancia producendo il muggito attraverso i fori praticati in cima al barattolo.

## Impiego
La mucca in scatola è a volte un oggetto pubblicitario (piuttosto noto in Italia è il barattolo prodotto da Simmenthal e del tutto identico alla confezione di carne in gelatina dell'azienda lombarda) e nel XXI secolo ha trovato impiego in medicina, formando parte di un test audiometrico per la prima infanzia ideato dall'otorino francese Lucien Moatti. Il test prevede l'uso dei versi di quattro «animali» di diversa altezza (dal più acuto al più grave: uccellino, gatto, pecora, mucca), l'azionamento dei dispositivi di nascosto e l'osservazione della reazione del bambino.